# Valur Reykjavík (femenino)
El Valur Reykjavík Kvenna es la sección femenina del Valur Reykjavík, un club de fútbol femenino islandés. Viste de rojo, y juega en la Úrvalsdeild kvenna (Primera División islandesa), en el Hlíðarendi (conocido como Vodafonevöllurinn por motivos de patrocinio) de Reikiavik.
Es el segundo equipo femenino más laureado de la liga islandesa por detrás del Breiðablik, con 11 títulos: cuatro de ellos entre 1978 y 1989, y otros siete desde 2004. También han ganado trece Copas de Islandia (Bikarkeppni kvenna í knattspyrnu). En 2006 llegaron a los cuartos de final de la Liga de Campeones.

## Palmarés
- 14 Ligas: 1978, 1986, 1988, 1989, 2004, 2006, 2007, 2008, 2009, 2010, 2019, 2021, 2022, 2023
- 15 Copas: 1984, 1985, 1986, 1987, 1988, 1990, 1995, 2001, 2003, 2006, 2009, 2010, 2011, 2022, 2024